# Tysklands U/15-fodboldlandshold
Tysklands U/15-fodboldlandshold er Tysklands landshold for fodboldspillere, som er under 15 år og administreres af Deutscher Fußball-Bund (DFB).